# 10568 Yoshitanaka
10568 Yoshitanaka (1994 CF1) là một tiểu hành tinh vành đai chính được phát hiện ngày 2 tháng 2 năm 1994 bởi S. Otomo ở Kiyosato.